# KkStB 23.0
Die kkStB 23.0 war eine Elektrotriebwagenreihe der k.k. österreichischen Staatsbahnen kkStB.
Die drei Fahrzeuge wurden 1913/14 von Siemens-Schuckert (elektrische Ausrüstung) und von der Grazer Waggonfabrik für die Lokalbahn Lana-Burgstall–Oberlana gebaut. Sie wurden mit 750 Volt Gleichstrom betrieben und ähnelten Straßenbahnfahrzeugen jener Zeit.
Die drei Triebwagen bewältigten den Personenverkehr auf der Lokalbahn, der eine untergeordnete Rolle spielte. Nach dem Ersten Weltkrieg verblieben die Fahrzeuge auf ihrer Stammstrecke und waren nunmehr in italienischem Besitz. Der weitere Verbleib der Fahrzeuge ist unbekannt.